# Principauté de Mempawah
1740 – 1945

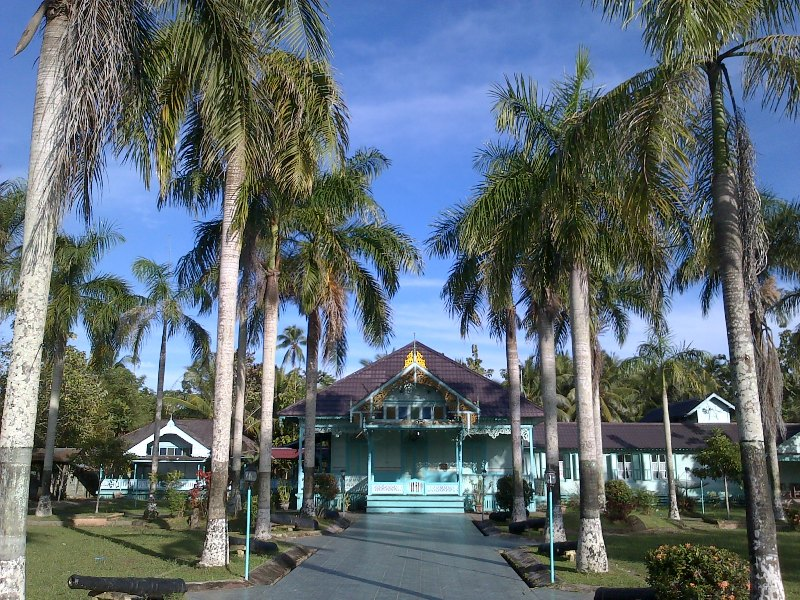
Le palais Amantubillah des princes de Mempawah

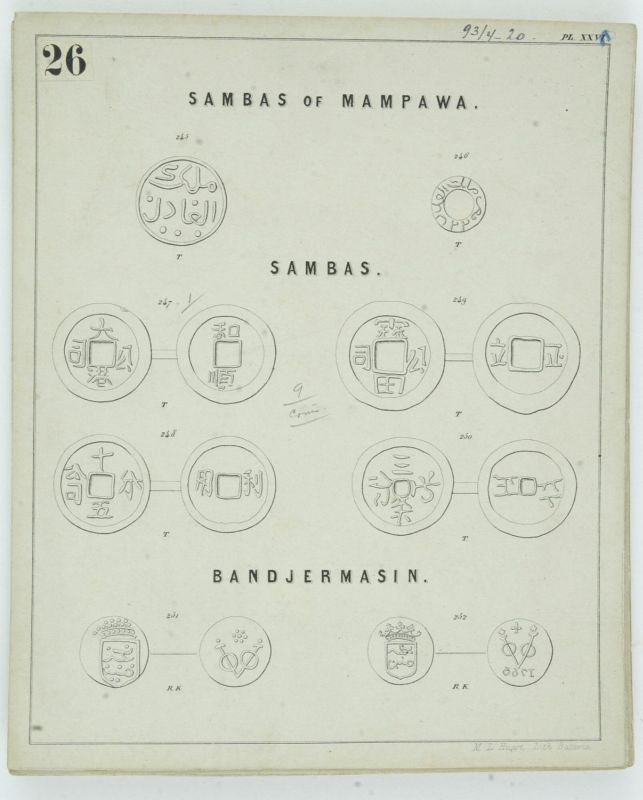
Gravure montrant des pièces de la principauté de Mempawah, de celle de Sambas et du sultanat de Banjarmasin

La principauté de Mempawah est un État princier d'Indonésie dans l'actuelle province de Kalimantan occidental, dans l'île de Bornéo. Ses princes portent le titre de Panembahan ("celui à qui on rend hommage"). Le prince actuel, le 13e, intronisé en 2002, est Mulawangsa Mardan Adijaya Kesuma Ibrahim.

## Histoire
Selon la tradition, une principauté dayak est fondée vers 1340 apr. J.-C. près des monts Sidiniang, issue d'un éclatement du royaume de Tanjungpura. Son premier souverain est désigné sous le nom de Patih Gumantar. La tradition raconte que Patih Gumantar aurait correspondu avec Gajah Mada, le grand premier ministre du royaume de Majapahit dans Java oriental. Patih Gumantar serait mort vers 1400 à la suite d'une attaque par une population de l'intérieur.
Vers 1610, un souverain dayak, Kudung, règne. Il meurt en 1680. Son successeur, Senggauk, s'établit en amont de la rivière Mempawah. Une de ses petites-filles, Kesumba, épouse un prince de Luwuk de l'île de Sulawesi, Opu Daeng Menambon.
À la mort d'Opu Daeng Menambon en 1766, son fils monte sur le trône et prend le titre de Panembahan (prince) Adiwijaya Kesumajaya.
En 1818, les deux plus importants États princiers de la partie de Bornéo incluse dans la zone d'influence des Pays-Bas au titre du Traité de Londres de 1824, le sultanat de Pontianak et le sultanat de Sambas, reconnaissent la souveraineté néerlandaise.
En 1840, le prince Gusti Jati est intronisé. Il installe sa cour à l'emplacement actuel de Mempawah. Sous son règne, Mempawah est attaqué par le sultan Kasim de Pontianak.
Le prince Gusti Muhammad Thaufiq Accamuddin est arrêté par les autorités d'occupation japonaises en 1944.
La principauté est dissoute lorsque l'Indonésie proclame son indépendance en 1945. Le prince héritier est Jimmy Ibrahim.
En 2003, Jimmy Ibrahim s'est présenté à l'élection du bupati. Il est mort en 2005.